# 福良天満宮
福良天満宮（ふくらてんまんぐう）は、大分県臼杵市にある神社（天満宮）。天神様こと、菅原道真を奉る。

## 沿革
大宰府に左遷された菅原道真が延喜3年（903年）に亡くなった後、菅原氏の一族は周防国大畠を支配して姓を大畠に改め、代々天神像を守護していたが、天正年間（1590年頃）の豊臣氏による全国征伐の難を逃れ、豊後国海部郡福良荘へ勧請されたと伝える。
慶長初期（1600年頃）に、円誉上人が平清水に龍原寺（三重塔で知られる）を、また、福良村小野路に称名寺を開山。
慶長13年（1602年）、豊後国臼杵城主稲葉典通が鷹狩りをした際に、鷹が行方不明となったため、鎮南山の麓に祀られていた天神像に願をかけたところ、鷹は近くの福良丘の松に戻ってきた。そこで、典通は宮地をまず宮畠に移し、次いで称名寺内の現在地に神殿を営んで呼鷹殿と名付けた。
後に称名寺は真言宗に改宗し仁和寺より院号を受けて菅生院と号し、さらに菅勝院天満寺、梅林山天満寺と名を改めた後、天台宗に改宗して瑞光院天満寺となった。そして、典通の祖父稲葉良通（一鉄）以来菅原道真を尊崇していた歴代の臼杵藩主稲葉氏から崇敬を受けた。
明治元年（1868年）の神仏分離令により、天満神社と改称。明治28年（1895年）に現存する本殿に改築した。
昭和に入って、福良天満宮と改称。昭和57年（1982年）公開の『男はつらいよ 花も嵐も寅次郎』では、本神社の境内でロケが行われた。平成14年（2002年）には、菅原道真公1100年大祭が行われた。

## 祭礼
毎年7月下旬に3日間にわたり福良天満宮夏季大祭が開催され、岩戸神楽や赤獅子連が奉納される。正確には、初日は境内の瑜伽神社の例祭日、2日目は愛宕神社の例祭日、3日目の最終日（通常日曜日）が福良天満宮の例祭日で、神輿行列の神幸祭が行われる。最終日の夜に行われる八雲祓い（大蛇退治）は人気が高い。臼杵三大夏まつりに数えられる。
。

## 境内社
- 瑜伽神社（ゆうがじんじゃ） - 祭神は天手力男神、白太夫神[4]。岡山県倉敷市の由加山に鎮座する由加神社本宮の末社[6]。平成28年（2016年）に、福良天満宮遷座四百年祭に際して、社殿が改築された[7]。
- 愛宕神社 - 祭神は保食大神、火産霊大神[4]。大塚幸兵衛ら、明治初期の臼杵商人が信仰した[8]。平成28年（2016年）に、福良天満宮遷座四百年祭に際して、社殿が改築された[7]。
- 招霊赤猫社（おがたまあかねこしゃ） - 平成11年（1999年）に建立[8]。5月初旬頃にうすき赤猫まつりを開催[9]。

## アクセス
- 自動車 - 東九州自動車道臼杵ICから約5分[10]。
- 鉄道
  - JR九州日豊本線上臼杵駅より、北へ徒歩5分[10]。
  - JR九州日豊本線臼杵駅より、タクシーで7分[10]。
- バス
  - 城北より、大分バスの野津市、臼杵石仏、大分県庁前方面行きで、平清水(ひらそうず)停留所下車、徒歩5分[10]。
  - 大分空港より、大分交通佐臼ライナーにて臼杵インター停留所下車、東北東へ徒歩20分。